# Vejška
Vejška è un film del 2014, diretto da Tomáš Vorel, con Jiří Mádl. Il film è legato al precedente Gympl, del 2007, dello stesso Vorel.

## Trama
Petr Kocourek e Michal Kolman, sin dai tempi della scuola superiore sono appassionati graffitari, e non hanno mai smesso di esercitare la loro arte.
Petr, provienente da una famiglia di condizioni modeste (suo padre era morto tempo prima, intossicato dall'alcool, ed egli vive con la madre, pure dedita al bere, e il fratello minore), sta tentando per l'ennesima volta di sostenere gli esami d'ammissione alla prestigiosa Accademia d'Arte di Praga. Michal, invece, alle cui spalle sta una famiglia ricca ed ammanicata, frequenta una facoltà di economia, nella quale si fa strada pagando profumatamente i compagni di corso che gli forniscono gli elaborati necessari per superare gli esami.
Mentre Michal conduce una vita un tantino dissoluta, fra frequenti e saltuari incontri femminili e sporadiche piste di coca, Petr è più morigerato, ed intreccia una relazione, che pare stabile, con la studentessa Julie, con la quale prende in affitto un appartamento di proprietà di Jirka, il padre di Michal. Il che non impedisce a Petr di essere colto dalla polizia durante una delle sue esecuzioni di street art e di essere quindi condannato agli arresti domiciliari per qualche mese.
Durante questo periodo Petr, che ha fallito gli esami di ammissione, con l'aiuto dell'amichevole professor Slanina ottiene un ingaggio ben pagato da un'importante azienda per eseguire un murale, perfettamente legale, sulla facciata di una casa in città. Egli lo porta a termine con Michal, che nel frattempo è stato espulso dall'università per aver cercato di corrompere un professore.
Julie ha intanto inaspettatamente iniziato una relazione amorosa col ben più anziano Jirke, che inizia le pratiche di divorzio dalla moglie per poter sposare la ragazza. Evidentemente sconcertato dal fatto, Petr si fa cogliere una notte, dopo il coprifuoco impostogli dalle autorità, al di fuori del proprio domicilio, per cui gli viene comminata una pena detentiva in carcere.
Mentre Michal cambia indirizzo di studio, e continua, nella sua nuova sede universitaria, a corteggiare compulsivamente ragazze, a Petr giunge una nuova remunerativa offerta dall'azienda che lo aveva già impiegato in precedenza, e, allo scadere della pena, si trasferisce a New York per esercitare il graffitismo in maniera legale e retribuita.      